# Němčany
Němčany (deutsch Niemtschan) ist eine Gemeinde in Tschechien. Sie liegt vier Kilometer nordöstlich von Slavkov u Brna und gehört zum Okres Vyškov.

## Geographie
Němčany befindet sich in den westlichen Ausläufern der Litenčická pahorkatina im Tal des Baches Němčanský potok. Nördlich erhebt sich die Hojdě (Heide, 320 m), im Südosten der Vinohrad (336 m), westlich der Urban (360 m) und im Nordwesten die Vinohrady mit dem Wallfahrtsort Lutršték.
Nachbarorte sind Kroužek, Čechyně und Podbřežice im Norden, Dražovice im Nordosten, Letonice, Černčín und Bučovice im Osten, Marefy und Křižanovice im Südosten, Hodějice im Süden, Stará Cihelna und Slavkov u Brna im Südwesten sowie Velešovice, Slavíkovice, Kroužecký Dvůr und Lutršték im Nordwesten.

## Geschichte

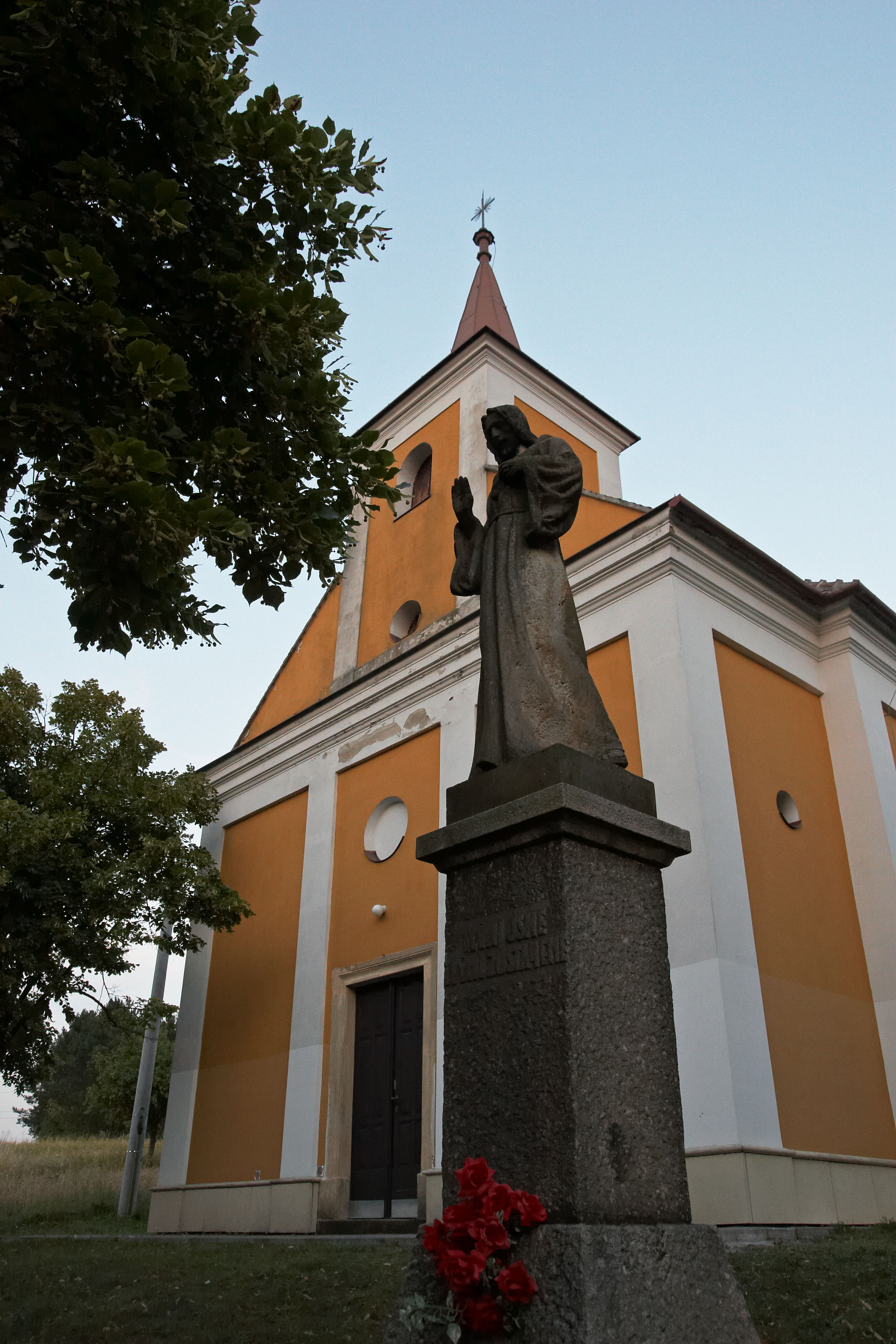
Wallfahrtskapelle der Sieben Schmerzen Mariens am Lutršték

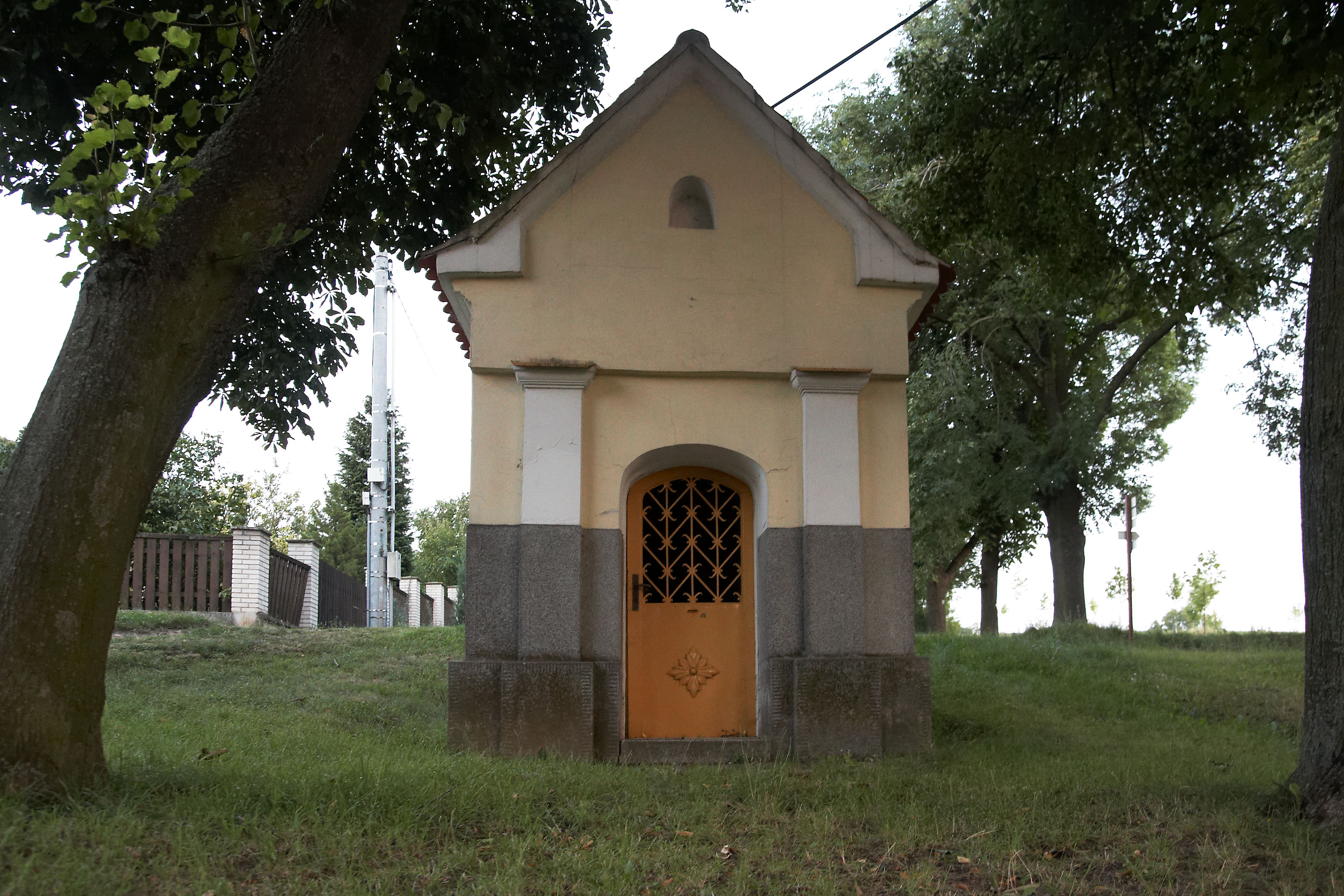
Kapelle an der Quelle am Lutršték

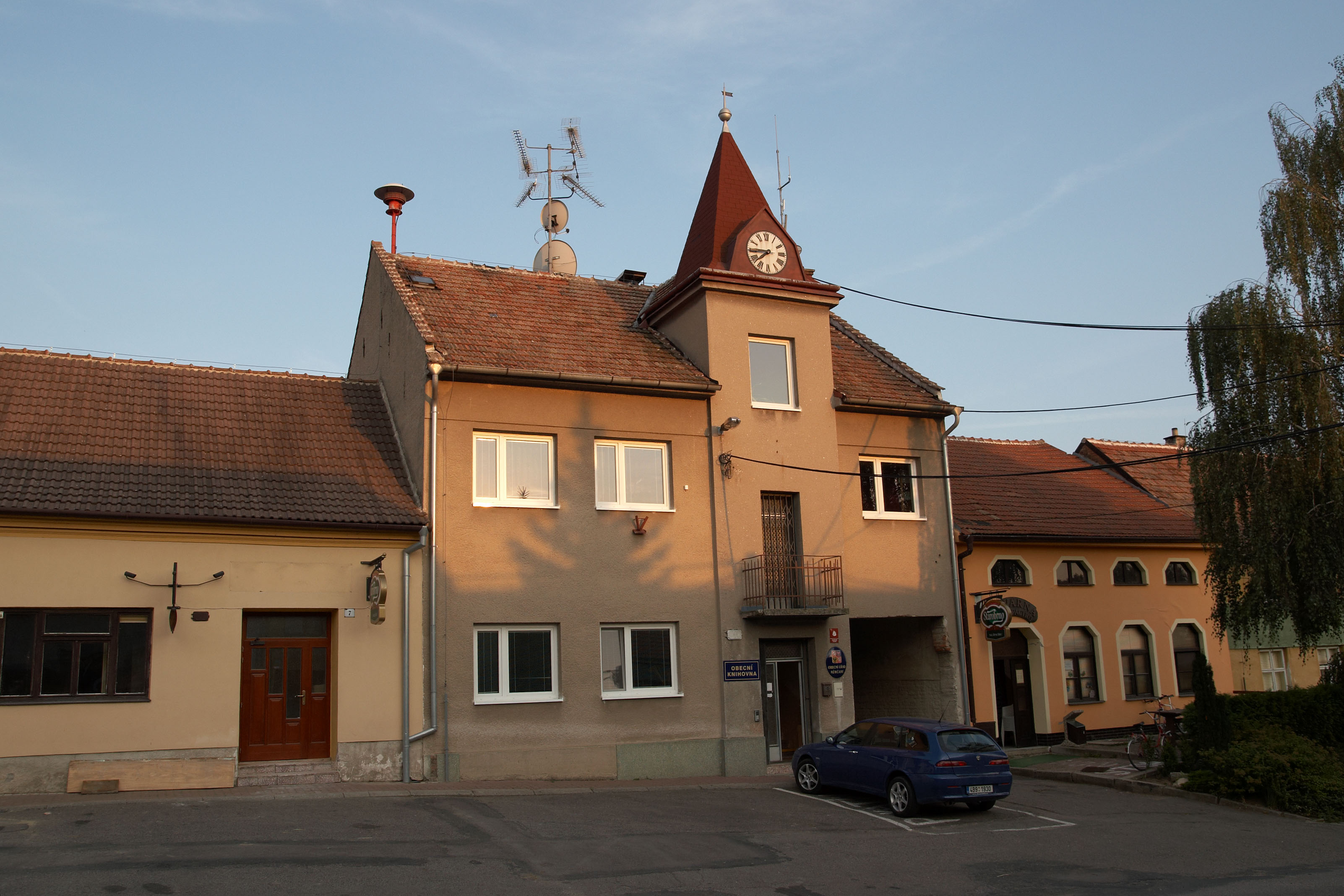
Gemeindeamt

Archäologische Funde einer Grabstätte aus der Bronzezeit und Resten einer keltischen Siedlung belegen eine frühzeitliche Besiedlung der Gegend.
Die erste schriftliche Erwähnung des Dorfes erfolgte im Jahre 1497, als Peter Graf von St. Georgen-Bösing (Petr hrabě od Sv. Jura z Pezinku) die Herrschaft Austerlitz seiner Frau Sophie von Waldstein schenkte. Der Hof Nemczan wurde wahrscheinlich bereits von den Deutschordensrittern gegründet. Seit 1509 gehörte das Dorf den Grafen Kaunitz. Im 16. Jahrhundert siedelten sich reformatorische Täufer an. In Němčany verstarb 1570 der täuferische Dichter Christoph Hueter, genannt Schiffmann. Während des Dreißigjährigen Krieges verödete das Dorf und lag zeitweilig zur Gänze wüst. Zu Beginn des 19. Jahrhunderts wurde an einer angeblich wundertätigen Quelle beim Hof Lottersteg eine Marienstatue und eine kleine Kapelle errichtet. Bis zur Mitte des 19. Jahrhunderts blieb Němčany immer der Herrschaft Austerlitz und den Grafen Kaunitz untertänig.
Nach der Aufhebung der Patrimonialherrschaften bildete Němčany ab 1850 eine Gemeinde in der Bezirkshauptmannschaft Wischau. Während des Deutschen Krieges wurde das Dorf 1866 geplündert und die Cholera eingeschleppt. Um 1900 gab es im Dorf eine Ziegelei, ein Bad und eine Mineralwasserfabrik. Wenig später nahm eine Wassermühle den Betrieb auf.
Zwischen 1949 und 1959 gehörte Němčany zum Okres Slavkov und kam nach dessen Aufhebung wieder zum Okres Vyškov zurück.

## Gemeindegliederung
Für die Gemeinde Němčany sind keine Ortsteile ausgewiesen. Zu Němčany gehört die Ansiedlung Lutršték (Lottersteg).

## Sehenswürdigkeiten
- Filialkirche des hl. Antonius, auf dem Friedhof
- Wallfahrtskapelle der Sieben Schmerzen Mariens am Lutršték nördlich des Dorfes, erbaut 1867 bis 1877
- Kapelle an der Quelle am Lutršték
- Wallfahrtskapelle St. Urban, auf dem Urban, nordwestlich des Ortes
- Naturdenkmal Mrazový klín, am Hügel Hojdě nördlich von Němčany
- Naturdenkmal Návdavky u Němčan, südlich des Dorfes am Fuße des Vinohrad

## Persönlichkeiten
- Christoph Hueter, genannt Schiffmann († 1570), Dichter der Täufer

### Söhne und Töchter der Gemeinde
- Josef Knésl (1899–1945), der Tierarzt und Widerstandskämpfer gegen die Nationalsozialisten verstarb im KZ Mauthausen, 1999 erhielt er posthum die Ehrenbürgerwürde
- Adolf Klička (1914–1999), Erfinder eines Hydraulikmotors und Inhaber mehrerer Patente